# اسید فسفاتیدیک

ساختمان شیمیایی عمومی اسیدهای فسفاتیدیک

اسید فسفاتیدیک (انگلیسی: Phosphatidic acid) فسفولیپید آنیونی مهمی است که برای پیام‌رسانی مولکولی و فعال‌سازی کانال‌های یونی با دریچه لیپیدی لازم هستند. هیدرولیز اسید فسفاتیدیک سبب ایجاد یک مولکول گلیسرول و اسید فسفریک و دو مولکول اسید چرب می‌شود. اسیدهای فسفاتیدیک حدود ۰٫۲۵٪ از فسفولیپیدهای دولایه را تشکیل می‌دهند.

## ساختار
اسید فسفاتیدیک از یک ستون اصلی گلیسرول تشکیل شده‌است و به‌طور معمول، یک اسید چرب اشباع به کربن-۱، یک اسید چرب غیراشباع به کربن-۲ و یک گروه فسفات به کربن-۳ پیوند دارد.

## ساختار و تجزیه
علاوه بر سنتز نوپدید، اسید فسفاتیدیک از سه طریق قابل ساخت است:
- توسط فسفولیپاز دی و از طریق هیدرولیز پیوند اکسیژن-فسفر فسفاتیدیل کولین که منجر به ساخت اسید فسفاتیدیک و کولین می‌شود.[۴]
- از طریق فسفریلاسیون دی‌گلیسرید توسط آنزیم دی‌اسیل‌گلیسرول کیناز
- از طریق آسیل‌دار کردن لیزوفسفاتیدیک اسید توسط آنزیم «لیزوفسفریک اسید اسیل‌ترانسفراز». این رایج‌ترین مسیر ساخت است.[۵]

سنتز نوپدید اسید فسفاتیدیک از مسیر گلیسرول ۳-فسفات در تصویر زیر نشان داده شده‌است:
علاوه بر اینها، اسید فسفاتیدیک را می‌توان با کمک آنزیم‌های لیپید فسفات فسفوهیدرولاز (LPPs)
به دی‌گلیسرید یا با کمک «آنزیم‌های فسفولیپاز گروه A» به «لیزو-اسید فسفاتیدیک» تبدیل کرد.

## نقش زیستی در سلول
- اسید فسفاتیدیک پیش‌ساز ساخت بسیاری از لیپیدهاست.
- خواص فیزیکی اسید فسفاتیدیک، انحنای غشاء سلولی را تحت تاثیر قرار می‌دهد.
- اسید فسفاتیدیک نوعی لیپید پیام‌رسان است که پروتئین‌های سیتوزولی را به سمت جایگاه‌های مناسب غشایی هدایت می‌کند (مثلا اسفنگوزین کیناز ۱).
- اسید فسفاتیدیک نقش بسیار مهمی در در ترارسانی پیام‌های نوری بصری در دروزوفیلا دارد.
- اسید فسفاتیدیک یک لیگاند لیپیدی است که به‌عنوان دریچه در برخی کانال‌های یونی عمل می‌کند.